# Garth Robinson
Garth Robinson (Garth Barrington Robinson; * 11. Oktober 1970 in London, Vereinigtes Königreich) ist ein ehemaliger jamaikanischer Sprinter.
Bei den Commonwealth Games 1994 in Victoria schied er über 200 m im Viertelfinale aus. In der 4-mal-400-Meter-Staffel gewann er Silber, in der 4-mal-100-Meter-Staffel wurde er Vierter.
Bei den Olympischen Spielen 1996 in Atlanta wurde er im Vorlauf der 4-mal-400-Meter-Staffel eingesetzt und trug somit zum Gewinn der Bronzemedaille durch das jamaikanische Team bei.
1998 erreichte er bei den Commonwealth Games in Kuala Lumpur über 100 m das Viertelfinale und über 200 m das Halbfinale. Bei den Panamerikanischen Spielen 1999 in Winnipeg holte er mit der jamaikanischen 4-mal-100-Meter-Stafette Bronze.

## Persönliche Bestzeiten
- 100 m: 10,19 s, 27. Juni 1998, Kingston
- 200 m: 20,66 s, 1. Juni 1994, Boise
- 400 m: 45,73 s, 29. Juni 1996, Kingston